# Landstandschaft
Landstandschaft (auch: Landstandsrecht oder Landtagsfähigkeit) war das Recht, in eigener Person auf dem Landtag zu erscheinen und dort seine Rechte zu vertreten. Es konnte sowohl ganzen Landständen (z. B. dem landständischen Adel) als auch Einzelpersonen oder juristischen Personen zustehen. Für den Reichstag sprach man dementsprechend von der Reichsstandschaft.

## Entstehung und Bedeutung
Das Recht der Landstandschaft war als Realrecht – Rechte, die nur dem jeweiligen Eigentümer eines bestimmten Grundstücks zustanden – mit einem Gut oder einem sog. Rittergut verbunden. Die Landstandschaft war also unmittelbar mit dem Grundstück verbunden und ging mit dessen Besitz auf den jeweiligen Besitzer über. Dieses Vorrecht, dessen Besitz ursprünglich als Personalrecht durch die Zugehörigkeit zum Adelsstand gegeben war, wurde mit der Zeit in Form eines Realrechts als Zubehör der Rittergüter selbst angesehen (nobilitas realis). Dies stand im Gegensatz zu dem nach altem germanischen Recht üblichen Volks- und Gerichtsversammlungen (Thing), an der sich jeder freie Mann beteiligen konnte. Die Landstandschaft war also kein persönliches, sondern ein dingliches Recht. Auch Angehörige des Adels konnten, ohne ein landtagsfähiges Rittergut zu besitzen, nicht auf Landtagen erscheinen. Die Landstandschaft konnte also nur so erworben werden, wie ein landtagsfähiges Gut erworben werden konnte. Regelmäßig wurde mit dem Erwerb des Gutes auch zugleich das Sitz- und Stimmrecht auf Landtagen erworben.
Zur wirklichen Ausübung dieses Rechtes waren jedoch in verschiedenen Ländern noch gewisse zusätzliche Voraussetzungen notwendig. In einigen Ländern musste der Besitzer zudem von Adel sein (bspw. in Kursachsen). In anderen Ländern war der Adelstand allein nicht ausreichend, sondern es wurde zudem der Nachweis einer bestimmten Anzahl adeliger Vorfahren gefordert, die sog. Ahnenprobe. Wer diese nicht nachweisen konnte, durfte nicht auf den landschaftlichen Versammlungen erscheinen, auch wenn er Besitzer eines landtagsfähigen Gutes war. Er hatte das Recht zwar inne, wenn dieses mit seinem Gut verknüpft war, aber er konnte es nach den besonderen Landesgesetzen nicht ausüben. Das Recht ruhte dann so lange, bis seine Nachkommen den erforderlichen Nachweis erbringen konnten. Außerdem bestanden in den einzelnen Ländern verschiedene Altersbeschränkungen. Im Königreich Sachsen wurde die Landtagsfähigkeit 1820 auf alle schriftsässigen Güter ausgeweitet und weitere Anforderungen an den Stand des Besitzers abgeschafft, so dass auch Bürgerliche das Landstandsrecht ausüben konnten.
Das Recht der Landstandschaft war mit allen Gütern, die nicht zu den fürstlichen Kammergütern gehörten und nicht unter einem fürstlichen Amt standen, verbunden. Wer ein solches Gut also besaß, hatte das Recht auf dem Landtag zu erscheinen und dort seine Rechte zu vertreten. Waren mehrere Personen Besitzer eines solchen Gutes, stand ihnen dieses Recht auch gemeinschaftlich zu. Das Recht konnte dann nur nicht von allen in eigener Person ausgeübt werden, sondern es musste dazu eine Vertretungsperson gewählt werden.
Als Besitzer der kirchlichen und städtischen Güter hatten die Kirchen und später auch die Städte das Recht der Landstandschaft und wurden auf den Landtagen durch den Bürgermeister einer Stadt oder den Dechant eines Stiftes vertreten. Diese erschienen im Namen der Stadt oder des Stiftes, welche Güter besaßen, auf den Landtagen.
Die Landstandschaft beinhaltete das Recht, persönlich oder durch Bevollmächtigte auf dem allgemeinen Landtage zu erscheinen und abzustimmen oder zumindest in einer besonderen Abteilung (Kurie) eine aktive Wahlstimme zur Vertretung auszuüben und selbst als Vertreter dieser Abteilung gewählt zu werden. Gewöhnlich wurden die landtagsfähigen Landstände in drei Kurien unterteilt: die Prälaten, die Ritterschaft und die Städte. Die Gesamtheit aller landtagsfähigen Landstände wurde auch Landschaft genannt. In Tirol und Württemberg kamen noch Abgeordnete des Bauernstandes nach Ämtern hinzu.
In den moderneren Verfassungen, so in der preußischen Verfassung von 1850, wurde dieses Recht einer besonderen Vertretung der Rittergutsbesitzer oft vollständig abgeschafft. Die allgemeine Landstandschaft der Rittergutsbesitzer und landständigen Städte als Teile der vereinten Landstände bestand aber in Mecklenburg noch bis 1918. Die Einrichtung, wonach die Rittergutsbesitzer zumindest das Recht hatten, als besonderer Stand ihre eigenen Vertreter zu wählen, bestand z. B. noch im Königreich Sachsen, Sachsen-Altenburg etc. In Preußen nahmen die Rittergutsbesitzer nach der Verfassung von 1850 zwar in Bezug auf die allgemeinen Wahlen zum Hause der Abgeordneten keine bevorzugte Stellung mehr ein. Diese hatten sie aber noch in den Kreis- und Provinzialversammlungen.